# Dinastia niceforiana
La dinastia niceforiana o dinastia fòcida es va establir a l'Imperi Romà d'Orient quan l'emperadriu Irene d'Atenes va ser destronada l'any 802 per Nicèfor I, el seu ministre de finances, que va governar fins al 811. La dinastia va ser breu, va durar del 802 al 813. L'Imperi era feble, i les seves finances tenien moltes dificultats. Nicèfor va iniciar un seguit de reformes administratives i fiscals i va reorganitzar els temes.
En aquesta època l'Imperi Romà d'Orient mantenia guerres en les seves tres fronteres, cosa que feia minvar molt ràpidament el tresor imperial. Com altres predecessors seus, Nicèfor va morir en la guerra contra els búlgars del nord a la batalla de Pliska. L'Imperi també minvava per occident, amb la coronació de Carlemany l'any 800 pel papa Lleó III que li va donar el títol d'Emperador que governa l'Imperi Romà. Nicèfor i els seus successors van haver de fer front, a més, a l'expansió musulmana.

## Successors
- Estauraci, durant l'any 811
- Miquel I Rangabé, del 811 al 813.[1]